# Page de code 864
La page de code 864 est une page de code définie par IBM et qui était utilisée dans les pays arabes avec le système DOS et d’autres systèmes de la même époque, et a été définie matériellement sur les cartes d’affichage des premiers PC fabriqués par IBM. C’est une extension sur 8 bits de l’ASCII. Elle est encore utilisée dans les fenêtres de type console ou invite de commandes sur les systèmes Microsoft Windows dans les pays arabes, ainsi que des émulateurs DOS comme DosBox.
En plus de la page de code 864, Windows utilise dans sa version arabophone la page de code Windows-1256 (basée sur une extension de la norme ISO/CEI 8859-6).

## Table de codage standard
| v · d · m | 0   | 1   | 2   | 3   | 4   | 5   | 6   | 7   | 8   | 9  | A   | B   | C  | D  | E  | F   |
| --------- | --- | --- | --- | --- | --- | --- | --- | --- | --- | -- | --- | --- | -- | -- | -- | --- |
| 0x        | NUL | SOH | STX | ETX | EOT | ENQ | ACK | BEL | BS  | HT | LF  | VT  | FF | CR | SO | SI  |
| 1x        | DLE | DC1 | DC2 | DC3 | DC4 | NAK | SYN | ETB | CAN | EM | SUB | ESC | FS | GS | RS | US  |
| 2x        | SP  | !   | "   | #   | $   | %   | &   | '   | (   | )  | *   | +   | ,  | -  | .  | /   |
| 3x        | 0   | 1   | 2   | 3   | 4   | 5   | 6   | 7   | 8   | 9  | :   | ;   | <  | =  | >  | ?   |
| 4x        | @   | A   | B   | C   | D   | E   | F   | G   | H   | I  | J   | K   | L  | M  | N  | O   |
| 5x        | P   | Q   | R   | S   | T   | U   | V   | W   | X   | Y  | Z   | [   | \  | ]  | ^  | _   |
| 6x        | `   | a   | b   | c   | d   | e   | f   | g   | h   | i  | j   | k   | l  | m  | n  | o   |
| 7x        | p   | q   | r   | s   | t   | u   | v   | w   | x   | y  | z   | {   | \| | }  | ~  | DEL |

| v · d · m | 0    | 1     | 2 | 3 | 4 | 5 | 6 | 7 | 8 | 9 | A | B | C | D | E | F |
| --------- | ---- | ----- | - | - | - | - | - | - | - | - | - | - | - | - | - | - |
| 8x        | °    | ·     | ∙ | √ | ▒ | ─ | │ | ┼ | ┤ | ┬ | ├ | ┴ | ┐ | ┌ | └ | ┘ |
| 9x        | β    | ∞     | φ | ± | ½ | ¼ | ≈ | « | » | ﻷ | ﻸ |   |   | ﻻ | ﻼ |   |
| Ax        | NBSP | - SHY | ﺂ | £ | ¤ | ﺄ |   |   | ﺎ | ﺏ | ﺕ | ﺙ | ، | ﺝ | ﺡ | ﺥ |
| Bx        | ٠    | ١     | ٢ | ٣ | ٤ | ٥ | ٦ | ٧ | ٨ | ٩ | ﻑ | ؛ | ﺱ | ﺵ | ﺹ | ؟ |
| Cx        | ¢    | ﺀ     | ﺁ | ﺃ | ﺅ | ﻊ | ﺋ | ﺍ | ﺑ | ﺓ | ﺗ | ﺛ | ﺟ | ﺣ | ﺧ | ﺩ |
| Dx        | ﺫ    | ﺭ     | ﺯ | ﺳ | ﺷ | ﺻ | ﺿ | ﻁ | ﻅ | ﻋ | ﻋ | ¦ | ¬ | ÷ | × | ﻉ |
| Ex        | ـ    | ﻓ     | ﻗ | ﻛ | ﻟ | ﻣ | ﻧ | ﻫ | ﻭ | ﻯ | ﻳ | ﺽ | ﻌ | ﻎ | ﻍ | ﻡ |
| Fx        | ﹽ    | ّ      | ﻥ | ﻩ | ﻬ | ﻰ | ﻲ | ﻐ | ﻕ | ﻵ | ﻶ | ﻝ | ﻙ | ﻱ | ■ |   |

La première moitié de la table correspond à la norme ISO/CEI 646 (dont les caractères de la variante américaine US-ASCII sont utilisés et montrées sur fond vert). Les caractères de contrôle conservent dans cette table normale leur interprétation conforme à la norme ISO 646 et sont montrés sur fond rouge avec leur désignation symbolique usuelle. Les caractères correspondant à certaines interprétations spéciales dans d’autres variantes nationales de l’ISO 646 sont sur fond jaune.
La seconde moitié de la table sur fond bleu en est l’extension sur 8 bits telle que définie dans la page de code 864. Les différences avec la page de code 437 sont affichées avec un fond plus foncé. Huit positions dans cette table n'ont pas de caractère défini (sur certains matériels cela peut afficher le caractère de la page de code 437 qui n'est pas remplacé au démarrage du système, ou le caractère d'une autre page de code précédemment sélectionné, ou bien aucun caractère c'est-à-dire la même chose qu'une espace blanche).
Les lettres arabes n'ont pas de forme contextuelle, mais adoptent uniquement la forme affichée : ce codage distingue donc les formes isolées, initiales, médiales et finales. Tous les diacritiques arabes (notamment pour les combinaisons d'une consonne de base et de signes vocaliques) ne sont pas supportés, seules certaines combinaisons courantes nécessaires à l'intelligibilité de l'arabe moderne sont prises en charge.
Note : Il s'agit d'un codage Hexadécimal (0…9-A…F[15]). Le code du chiffre 1 (ligne 3x, colonne 1) se calcule en (3 x 16) + 1 = code ASCII 49. Le code de "z" = 122 [7 x 16 + 10] (avec A = 10).

## Table de codage graphique
Dans certaines utilisations (lorsque les codes correspondants sont stockés dans la mémoire d’affichage des consoles en mode texte), les caractères de contrôle sont remplacés par des caractères graphiques, spécifiques des pages de code graphiques pour PC (ils sont différents ici de ceux des autres pages de code telles que 437). Les autres positions ne sont pas modifiées.
Modèle:Table des caractères Unicode/CP864-Graphics